# Apostolepis gaboi
Apostolepis gaboi är en ormart som beskrevs av Rodrigues 1993. Apostolepis gaboi ingår i släktet Apostolepis och familjen snokar. Inga underarter finns listade i Catalogue of Life.
Arten förekommer i östra Brasilien i delstaten Bahia. Honor lägger ägg.